# Acid folinic
Acidul folinic (denumit și leucovorin; formulat de obicei sub formă de folinat de calciu) este un medicament utilizat pentru diminuarea toxicității antagoniștilor chimioterapici de acid folic (precum metotrexat, trimetoprim și pirimetamină) și în asociere cu 5-fluorouracilul, dar se mai utilizează și pentru corectarea deficitului de folați. Căile de administrare disponibile sunt: orală, intravenoasă și intramusculară.
Molecula a fost sintetizată pentru prima dată în anul 1945. Se află pe lista medicamentelor esențiale ale Organizației Mondiale a Sănătății.